# 皮科克鎮區 (密歇根州)
皮科克鎮區（英語：Peacock Township）是位於美國密歇根州萊克縣的一個行政鎮區。

## 地方資料
皮科克鎮區的面積為92.70平方千米，當中陸地面積為90.30平方千米，而水域面積為2.40平方千米。根據2020年美國人口普查的數據，當地共有人口398人，而人口密度為每平方千米4.29人。